# Длинный сгибатель большого пальца стопы
Длинный сгибатель большого пальца (лат. Musculus flexor hallucis longus) — мышца голени задней группы.
Занимает наиболее латеральное положение, располагаясь на задней поверхности. Прикрывает заднюю большеберцовую мышцу (лат. Musculus tibialis posterior).
Начинается от нижних двух третей малоберцовой кости, межкостной перепонки и задней межмышечной перегородки голени. Направляется вниз и переходит в длинное сухожилие, которое проходит под лат. retinaculum mm. flexorum и переходит на подошву, залегая в борозде между таранной и пяточной костями. В этом месте сухожилие проходит под сухожилием длинного сгибателя пальцев, отдавая ему часть фиброзных пучков. Затем оно направляется вперёд и прикрепляется к основанию дистальной фаланги большого пальца стопы.

## Функция
Сгибает большой палец, а также благодаря связи с сухожилием длинного сгибателя пальцев может действовать и на II, III и IV пальцы. Подобно остальным задним мышцам голени производит сгибание, приведение и супинацию стопы. Укрепляет продольный свод стопы.